# Tripoli, Liban
Tripoli (tiếng Ả Rập: طرابلس / ALA-LC: Ṭarābulus; tiếng Ả Rập Liban: Ṭrāblos; tiếng Hy Lạp: Τρίπολις / Tripolis) là thành phố lớn nhất miền bắc Liban và là thành phố lớn thứ hai nước này, cách thủ đô Beirut 85 km về phía bắc. Tripoli là tỉnh lỵ tỉnh Bắc của Liban, đồng thời là quận lỵ của quận Tripoli. Thành phố hướng thẳng ra Địa Trung Hải và là cảng xa nhất về phía đông của Liban. Ngoài khơi thành phố có bốn đảo nhỏ, trong đó đảo lớn nhất đã được UNESCO tuyên bố là khu bảo tồn thiên nhiên vào năm 1992 nhờ sở hữu hệ sinh thái đa dạng.
Với lịch sử bắt đầu từ thế kỷ 14 trước Công nguyên, Tripoli là nơi có pháo đài Raymond de Saint-Gilles lớn nhất Liban và là thành phố theo lối kiến trúc Mamluk lớn thứ hai sau Cairo, Ai Cập. Thời cổ đại, thành phố là trung tâm của bang liên Phoenicia bao gồm Týros, Sidon và Arados, vì vậy mới được gọi là Tripoli, nghĩa là "ba thành phố" trong tiếng Hy Lạp. Thành phố từng nằm dưới sự cai trị của Assyria, Nhà Achaemenes, Đế quốc La Mã, Đế quốc Đông La Mã, Quốc gia Thập tự chinh, các chiến binh Mamluk, Đế quốc Ottoman và Pháp. Quân Thập tự chinh đã thiết lập bá quốc Tripoli tại đây vào thế kỷ 12.
Từng một thời ngang hàng với Beirut về kinh tế và thương mại nhưng cùng với sự thành lập Liban, Tripoli bị cắt đứt khỏi các mối quan hệ buôn bán truyền thống với nội địa Syria và suy giảm tương đối về mặt thịnh vượng.

## Tên gọi
Tripoli từng có rất nhiều tên gọi khác nhau. Trong các thư Amarna có nhắc đến tên gọi "Derbly". Ở những nơi khác thì dùng tên gọi "Ahlia" hoặc "Wahlia" (thế kỷ 14 TCN). Trong một bản khắc đề cập đến cuộc xâm lược Tripoli của vua Assyria Ashurnasirpal II (888-859 TCN), thành phố được gọi là "Mahallata" hoặc "Mahlata", "Mayza" và "Kayza".
Dưới thời Phoenicia, thành phố có tên "Athar". Khi người Hy Lạp đến đây định cư, họ gọi nó là "Tripoli", nghĩa là "ba thành phố", có lẽ là cách nói nôm na của tên gọi "Derbly" thuở trước. Người Ả Rập đặt cho thành phố nhiều tên gọi, từ Tiểu vương quốc Tripoli, Nước Tripoli, Vương quốc Đông Tripoli đến Tarabulus, Atrabulus và Tarablus al-Sham. Quân Thập tự chinh chiếm Tripoli trong vòng 180 năm và biến nó thành kinh đô của Bá quốc Tripoli. Khi này thành phố mang tên "Triple". Tên gọi của thành phố có cùng gốc từ là "Tripolis" với thành phố Tripoli trẻ hơn ở Libya.
Ngày nay, Tripoli còn được gọi là al-Fayha'a, bắt nguồn từ động từ faha trong tiếng Ả Rập (dùng để chỉ sự lan tỏa hương thơm). Có thể lý giải như sau: Tripoli nổi tiếng với các vườn cam mênh mông. Vào mùa hoa cam nở, phấn hoa theo gió phát tán khắp nơi tạo nên hương thơm tuyệt diệu bao trùm khắp nội và ngoại thành, vì vậy thành phố được gọi là al-Fayha'a.

## Khí hậu
Khí hậu Tripoli mang đặc điểm khí hậu Địa Trung Hải (Csa) với mùa đông ít lạnh và mùa hè tương đối nóng. Nhiệt độ không dao động nhiều trong năm nhờ dòng hải lưu ấm Địa Trung Hải từ Tây Âu tới. Vì thế nhiệt độ vào mùa đông cao hơn khoảng 10 độ C trong khi vào nhiệt độ vào mùa hè thì mát hơn 7 độ C so với hầu hết phần còn lại của Liban. Mặc dù hiếm khi có tuyết, khoảng năm năm mới có một lần tuyết rơi, song mưa đá và mưa tuyết lại rất thường xảy ra, đặc biệt là trong mùa đông. Mưa tập trung vào các tháng mùa đông còn về hè thì rất ít mưa.
| Dữ liệu khí hậu của Tripoli, Liban      | Dữ liệu khí hậu của Tripoli, Liban | Dữ liệu khí hậu của Tripoli, Liban | Dữ liệu khí hậu của Tripoli, Liban | Dữ liệu khí hậu của Tripoli, Liban | Dữ liệu khí hậu của Tripoli, Liban | Dữ liệu khí hậu của Tripoli, Liban | Dữ liệu khí hậu của Tripoli, Liban | Dữ liệu khí hậu của Tripoli, Liban | Dữ liệu khí hậu của Tripoli, Liban | Dữ liệu khí hậu của Tripoli, Liban | Dữ liệu khí hậu của Tripoli, Liban | Dữ liệu khí hậu của Tripoli, Liban | Dữ liệu khí hậu của Tripoli, Liban |
| Tháng                                   | 1                                  | 2                                  | 3                                  | 4                                  | 5                                  | 6                                  | 7                                  | 8                                  | 9                                  | 10                                 | 11                                 | 12                                 | Năm                                |
| --------------------------------------- | ---------------------------------- | ---------------------------------- | ---------------------------------- | ---------------------------------- | ---------------------------------- | ---------------------------------- | ---------------------------------- | ---------------------------------- | ---------------------------------- | ---------------------------------- | ---------------------------------- | ---------------------------------- | ---------------------------------- |
| Trung bình ngày tối đa °C (°F)          | 13 (55)                            | 14 (57)                            | 17 (63)                            | 21 (70)                            | 25 (77)                            | 28 (82)                            | 29 (84)                            | 30 (86)                            | 30 (86)                            | 26 (79)                            | 20 (68)                            | 15 (59)                            | 22 (72)                            |
| Tối thiểu trung bình ngày °C (°F)       | 8 (46)                             | 8 (46)                             | 10 (50)                            | 13 (55)                            | 17 (63)                            | 20 (68)                            | 22 (72)                            | 22 (72)                            | 21 (70)                            | 18 (64)                            | 14 (57)                            | 9 (48)                             | 15 (59)                            |
| Lượng Giáng thủy trung bình mm (inches) | 142.9 (5.63)                       | 131.1 (5.16)                       | 103.4 (4.07)                       | 43.0 (1.69)                        | 20.0 (0.79)                        | 2.5 (0.10)                         | 0.2 (0.01)                         | 1.4 (0.06)                         | 8.0 (0.31)                         | 56.5 (2.22)                        | 87.5 (3.44)                        | 114.6 (4.51)                       | 711.1 (27.99)                      |
| Nguồn: weather.uk.msn.com               |                                    |                                    |                                    |                                    |                                    |                                    |                                    |                                    |                                    |                                    |                                    |                                    |                                    |

## Dân cư
Dân số Tripoli ước khoảng 500.000 người, đa số là dân Hồi giáo Sunni. Ngoài ra, còn có một cộng đồng Alawite nhỏ khoảng từ 25.000 đến 30.000 người chủ yếu sống tại khu Jabal Mohsen của Tripoli. Dân Ki-tô giáo chiếm khoảng 5% dân số thành phố.
Một số người gọi Tripoli là "thủ đô" của người Hồi giáo Suni ở Liban. Mật độ người Hồi giáo Sunni tập trung dày đặc tại đây đã biến Tripoli thành thành trì của những người Sunni bảo thủ tại Liban. Thành phố là nơi ở của một vài trong số những cộng đồng sùng đạo và bảo thủ nhất trong số các thành phố của nước này. Thành phố là trung tâm của tất cả các sự kiện lớn của dân Hồi giáo Sunni tại Liban. Thành phố cũng là nơi phong trào bảo thủ Salafi ra đời.
Những cuộc đụng độ Bab al-Tabbaneh–Jabal Mohsen giữa người Hồi giáo Sunni chống gia đình Al-Assad và người Alawite ủng hộ Al-Assad đã phủ bóng đen lên Tripoli trong hàng thập kỷ, và đa số người Ki-tô giáo đã phải chạy loạn trong thời diễn ra nội chiến Liban. Nhiều người cũng bị giết trong cuộc xung đột Liban năm 2008.

## Điểm tham quan

### Tòa thành Raymond de Saint-Gilles
Tòa thành được đặt tên theo Raymond de Saint-Gilles - người chiếm Tripoli năm 1102 và chỉ huy xây dựng một thành trì mà ông gọi là Mont Pelerin. Lâu đài này bị thiêu rụi vào năm 1289 và nhiều lần được xây lại.
Về sau thành này được Đế quốc Ottoman xây lại và tồn tại đến ngày nay. Thành có cánh cổng khổng lồ, trên đó có bản khắc của Süleyman Vĩ Nhân - người đã cho khôi phục thành này. Đầu thế kỷ 19, thành được phục dựng đáng kể bởi Mustafa Agha Barbar - Toàn quyền Ottoman của Tripoli.

### Tháp đồng hồ

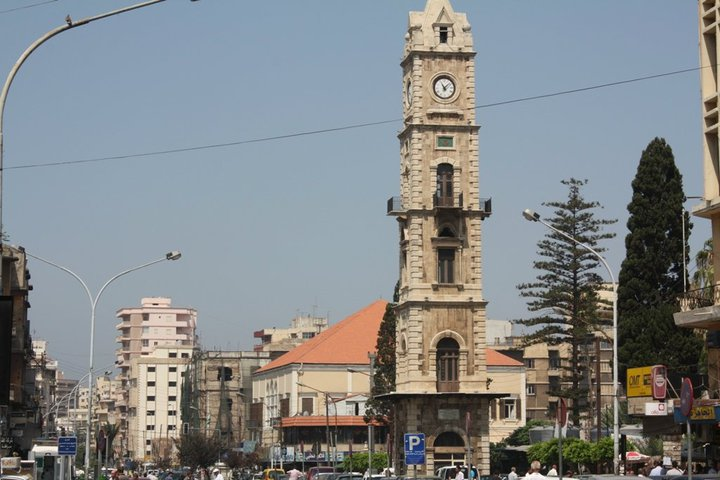
Tháp đồng hồ Al-Tell

Tháp đồng hồ là một trong những biểu tượng của Tripoli. Tháp nằm ở quảng trường Al-Tell, được xây vào năm 1906 để kỷ niệm 30 năm trị vì của hoàng đế Ottoman Abdul Hamid II. Tháp được sửa chữa hoàn toàn vào năm 1992 bằng kinh phí do cá nhân ông Sobhi Akkari - lãnh sự danh dự của Thổ Nhĩ Kỳ ở Bắc Liban - tài trợ. Cạnh tháp này là công viên "Al Manshieh" - một trong những công viên cổ nhất thành phố luôn thu hút đông người lui tới.

### Hammam
Khi đến thăm thành phố vào năm 1355, Ibn Batutah viết "Trải quanh là các kênh đào và nhiều vườn tược"; "nhà cửa đều mới xây. Biển cách đó hai lý, và trên bãi biển có thể thấy các tàn tích của thị trấn cổ. Quân Frank chiếm thị trấn nhưng al-Malik ath-Tháhir (Qala’un) đã đoạt lại, bỏ mặc khu đổ nát đó và xây thị trấn mới như hiện nay. Tại đây có các nhà tắm tốt."
Các hamman (nhà tắm) được các toàn quyền người Mamluk xây dựng tại Tripoli thực ra là những dinh thị lộng lẫy, ngày nay còn nhiều cái vẫn tồn tại. Một số hamman nổi tiếng là: Abed, Izz El-Din, Hajeb, Jadid và Nouri.

### Các đảo ngoài khơi
Tripoli có nhiều đảo ngoài khơi. Đảo lớn nhất được gọi là "đảo Rừng Cọ" hay "đảo Thỏ".

#### Đảo Thỏ
Đây là đảo lớn nhất trong các đảo; diện tích là 20 hecta. Tên gọi "Araneb" hay Thỏ là do có rất nhiều thỏ được nuôi trên đảo này trong thời gian đất nước nằm dưới sự ủy trị của Pháp (đầu thế kỷ 20). Ngày nay, nơi này là một khu bảo tồn đồi mồi dứa, các loài chim quý hiếm và thỏ. Tại khu bảo tồn được UNESCO công nhận vào năm 1992 này, các hoạt động cắm trại, nhóm lửa hoặc phá phách đều bị cấm. Ngoài ra, đảo Thỏ còn là một địa điểm di sản văn hóa. Tại đây người ta đã tìm thấy nhiều dấu vết của con người có niên đại từ thời Thập tự chinh.

#### Đảo Abdulwahab
Đảo này từng được Adel & Khiereddine Abdulwahab thuê lại làm bến du thuyền từ thời Ottoman cai trị. Quân Thập tự chinh gọi đảo này là St Thomas. Đây là đảo gần bờ nhất. Có một cây cầu xây năm 1998 nối đất liền với đảo này.

#### Đảo Bellan
Tên gọi của đảo xuất phát từ tên một loài cây trên đảo được dùng làm chổi. Một số người cho rằng tên gọi này bắt nguồn từ tiếng Pháp baleine (nghĩa là "cá voi xanh").

#### Đảo Fanar
Đảo dài 1.600 m và có một hải đăng xây trong thập niên 1960.

## Công trình tôn giáo

### Nhà thờ Ki-tô giáo
Sự hiện diện của nhiều nhà thờ Ki-tô giáo nhắc nhớ người ta về quá khứ của thành phố. Các nhà thờ này cũng cho thấy sự đa dạng trong cộng đồng người theo đạo này ở Liban nói chung và Tripoli nói riêng:
Một số nhà thờ ở Tripoli là: Nhà thờ Công giáo Beshara, Nhà thờ Rửa tội Phúc Âm Armenia, Nhà thờ Latinh (Nhà thờ La Mã), Nhà thờ Moutran, Nhà thờ Chính thống giáo Armenia, Nhà thờ Công giáo Hy Lạp, Nhà thờ St Efram dành cho Chính thống giáo Assyria, Nhà thờ Chính thống giáo St. Elie, Nhà thờ Công giáo St. Jorjios, Nhà thờ chính tòa Chính thống giáo St. Jorjios, Nhà thờ Chính thống giáo St. Jorjios, Nhà thờ Công giáo St. Joseph Al-Serian, Nhà thờ St. Maroon, Nhà thờ Marôn St. Mary Salvador,...

### Thánh đường Hồi giáo
Khắp mọi nơi trong thành phố đều có các thánh đường Hồi giáo. Nhiều thánh đường được xây từ thời Mamluk và vẫn tồn tại đến tận ngày nay.
Một số thánh đường nổi tiếng là: Aattar, Abou Bakr Al Siddeeq, Arghoun Shah, Bertasi, Kabir al Aali, , Đại thánh đường Mansouri, Thánh đường Omar Ibn El-Khattab, Sidi Abdel Wahed, Thánh đường Tawbah, Thánh đường Tawjih và Thánh đường Taynal.

## Giáo dục
Tripoli có nhiều trường học thuộc tất cả các cấp học, cả trường công lẫn trường tư. Các trường đại học ở Tripoli và vùng đô thị Tripoli là:
- Đại học Liban – Phân hiệu Bắc Liban
- Đại học St Joseph – Bắc Liban
- Đại học quốc tế Liban (tại Dahr el Ein, ngay bên ngoài thành phố)
- Đại học Al-Manar Tripoli
- Đại học Jinan Liban
- Đại học Balamand (tại Qelhat, quận Koura, ngay bên ngoài thành phố)
- Đại học Notre Dame (tại Barsa, quận Koura, ngay bên ngoài thành phố)
- Đại học Tripoli
- Đại học Nghệ thuật, Khoa học và Công nghệ Liban-Phân hiệu Bắc Liban
- Đại học Ả Rập Beirut - Phân hiệu Bắc Liban
- Đại học Saint Espirt de Kaslik - Chekka (ngay bên ngoài thành phố)
- Đại học Công nghệ và Khoa học ứng dụng Liban-Pháp

## Quan hệ quốc tế

### Thành phố kết nghĩa - chị em
- Napoli, Ý
- Damas, Syria
- Larnaca, Síp
- Faro, Bồ Đào Nha
- Banda Aceh, Indonesia (từ 30 tháng 7 năm 2011)
- Toulouse, Pháp